# Prima Divisione 1939-1940 (pallacanestro maschile)
La Prima Divisione di pallacanestro maschile 1939-1940 è stata la terza edizione del campionato come terzo livello italiano e la decima edizione in assoluto con questa denominazione.

## FIP

### XVIII Girone
GUF Palermo qualificata al primo turno davanti a Boer Messina e Peloro.

### XIX Girone
GUF Trapani qualificata al primo turno davanti a Messinese e GUF Agrigento.

### Primo turno
GUF Trapani qualificata alle finali per sorteggio contro il GUF Palermo.

### Girone finale
La fase finale del campionato della Federazione Italiana Pallacanestro si è disputata a Perugia dal 13 al 15 settembre 1940.

#### Classifica
|  | Pos. | Squadra         | Pt | G | V | P | PtF | PtS |
|  | ---- | --------------- | -- | - | - | - | --- | --- |
|  | 1.   | Reyer Venezia   | 6  | 3 | 3 | 0 | 90  | 39  |
|  | 2.   | Borletti Milano | 5  | 3 | 2 | 1 | 71  | 44  |
|  | 3.   | Ilva Bagnoli    | 4  | 3 | 1 | 2 | 56  | 91  |
|  | 4.   | Ginnastica Roma | 3  | 3 | 0 | 3 | 42  | 85  |
|  | 5.   | G.U.F. Trapani  | -  | - | - | - | -   | -   |

Legenda:
      Rinuncia alle finali.
Regolamento:
Due punti a vittoria, uno a sconfitta.
Note:
Reyer Venezia campionessa di Prima Divisione. Nessuna delle squadre finaliste parteciperà alla Serie B 1940-1941.

## GIL

### XIV Girone
GIL Reggio Calabria qualificata. Classifica: 1ª Reggio Calabria 11 pt, 2ª Siracusa 10 pt, 3ª Trapani 9 pt, 4ª Ragusa 4 pt.

### XV Girone
GIL Catania qualificata. Classifica: 1ª Catania 8 pt, 2ª Agrigento 6 pt, 3ª Enna 4 pt, ritirata Caltanissetta.